# Альоша (фільм)
«Альоша» (рос. «Алёша») — радянський художній фільм режисера  Віктора Обухова 1980 року.

## Сюжет
Закінчивши педагогічний інститут, Альоша Хромов приїхав за розподілом в незнайоме йому місто. Новий колектив, перші досліди на роботі… Обивательські пересуди не зломили молодого викладача літератури. Минув час — і незнайоме місто стало рідним…

## У ролях
- Віталій Юшков —  Альоша Хромов
- Наталія Флоренська —  Наташа Марієва
- Ернст Романов —  Михайло Петрович Карташов, завуч
- Геннадій Корольков —  Аркадій Миколайович, директор технікуму
- Олена Говорухіна —  Рая Белевич
- Володимир Дорошенко —  Гриценко
- Ніна Веселовська —  Марія Йосипівна Савіна
- Петро Любешкін —  Борис Ілліч
- Олександр Мовчан —  Морозов
- Елла Некрасова —  Олена Станіславівна, секретарка директора технікуму
- Сергій Бачурський —  Андрій, водій мікроавтобуса
- Петро Кадочников
- Георгій Кондратьєв —  Олег Марєєв
- Костянтин Максимов
- Володимир Сизов
- Дмитро Шилко —  Пєлєвін, батько Наташі
- Клавдія Хабарова —  вчителька  (немає в титрах)
- Ірина Шмельова —  студентка технікуму  (немає в титрах)

## Знімальна група
- Автор сценарію:  Анатолій Шайкевич
- Режисер:  Віктор Обухов
- Оператор:  Ігор Лукшин
- Художник: Борис Добровольський
- Звукорежисер:  Ярополк Лапшин
- Композитор:  Юрій Саульський